# Yu Eto
Yu Eto (衛藤 裕 Eto Yu?), född 17 oktober 1983 i Fukuoka prefektur, är en japansk fotbollsspelare.
Eto började sin karriär 2006 i Sagan Tosu. 2011 flyttade han till Tokushima Vortis. Efter Tokushima Vortis spelade han för Kataller Toyama. Han avslutade karriären 2017.